# PSR B1257+12 A
PSR B1257+12 b, tên gọi khác PSR B1257+12 A hay Draugr, là một hành tinh ngoài hệ mặt trời cách xa khoảng 2.300 năm ánh sáng trong chòm sao Xử Nữ. Hành tinh này là thiên thể trong cùng nhất quay quanh sao xung PSR B1257+12, biến nó thành một hành tinh sao xung trong hệ thống sao chết. Nó nặng gấp đôi Mặt Trăng và được liệt kê là hành tinh nhỏ nhất (với khối lượng được xác định chính xác) đã biết, bao gồm cả các hành tinh trong hệ Mặt Trời.

## Danh pháp
Quy ước nảy sinh trong việc định danh các sao xung là sử dụng các chữ cái PSR (Pulsating Source of Radio, nguồn xung sóng vô tuyến) theo sau là xích kinh và độ của xích vĩ của sao xung. Quy ước hiện đại có tiền tố là B cho các số cũ hơn, có nghĩa là tọa độ dành cho kỷ nguyên 1950.0. Tất cả các sao xung mới có tiền tố J chỉ kỷ nguyên 2000.0 và cũng có xích vĩ bao gồm cả phút. Các sao xung được phát hiện trước năm 1993 có xu hướng giữ lại tên B của chúng thay vì sử dụng tên J của chúng, nhưng tất cả các sao xung có tên J cung cấp tọa độ chính xác hơn về vị trí của nó trên bầu trời.
Khi phát hiện ra, hành tinh này được đặt tên là PSR 1257+12 A và sau đó là PSR B1257+12 A. Nó được phát hiện trước khi quy ước rằng các hành tinh ngoài hệ mặt trời nhận được các ký hiệu định danh bao gồm tên của ngôi sao theo sau là chữ cái La Mã viết thường bắt đầu từ "b" được thiết lập. Tuy nhiên, nó được liệt kê theo quy ước sau trong các cơ sở dữ liệu thiên văn như SIMBAD và Từ điển bách khoa hành tinh ngoài hệ mặt trời. Do đó mà có định danh PSR B1257+12 b.
Tháng 7 năm 2014, Hiệp hội Thiên văn Quốc tế đã đưa ra một quy trình đặt tên chính xác cho các ngoại hành tinh nhất định và các ngôi sao chủ của chúng. Quá trình liên quan đến đề cử công khai và bỏ phiếu cho các tên gọi mới. Tháng 12 năm 2015, IAU đã công bố tên chiến thắng là Draugr cho hành tinh này. Tên chiến thắng được Planetarium Südtirol Alto Adige ở Karneid, Ý đề xuất. Draugr đề cập đến các sinh vật bất tử trong thần thoại Bắc Âu.